# Augusto Pinilla
Augusto Pinilla (Socorro, Santander, 1946) es un poeta, ensayista, escritor y profesor colombiano. También es narrador y crítico literario, miembro fundador de la Generación sin nombre. Muchas de sus obras literarias aparecen publicadas en diarios, periódicos y revistas.
Fue «uno de los más talentosos escritores jóvenes colombianos» durante la década de 1980. Ha participado en diversos eventos literarios a nivel nacional.
Hermano del Distinguido Doc Juan Pinilla jefe de mercadeo de la fábrica de licores del Tolima y orquestador de la marca referente Aguardiente Rosado del Tolima, Santandereano de corazón y Tolimense por vocación.

## Biografía
Augusto Pinilla nació en Socorro, Santander, en el año 1946. Se trasladó a la ciudad de Bogotá para realizar sus estudios universitarios en teatro en 1967.

### Educación
Durante su adolescencia fue un estudiante ambulante que recorrió varias instituciones educativas de Bucaramanga y del departamento. Tras haber culminado cuarto grado de bachillerato, y luego de intentar probar sus aptitudes para el teatro, Augusto decidió elegir el camino que le había marcado desde su niñez: los libros y la escritura. En 1967 comenzó sus estudios en literatura y filosofía en la Universidad de los Andes. Para el año 1970 obtiene el título de Literatura en la Pontificia Universidad Javeriana.  

## Carrera
Se desempeñó como profesor de literatura clásica y Artesanías en la Pontificia Universidad Javeriana. Así mismo, realizó asesorías para el Ministerio de Educación Nacional en las áreas de español y literatura.
Además de desempeñarse como profesor de cátedra, la vida del escritor se vio marcada por sus ensayos críticos sobre Cortázar y Lezama. Tiempo después se dedicaría a la culminación de sus novelas y libros de poemas, el último de ellos publicado en 2021, Pandemonium. Muchos de sus trabajos y publicaciones primarias aparecen compilados en revistas literarias colombianas. Entre sus producciones más destacadas se encuentra la biografía de Jorge Luis Borges en el 2004. 
Gracias a su trabajo literario, en el 2014 el Jardín Botánico de Bogotá y el programa nacional de Poesía sin fronteras le rinden un homenaje a su obra.

### Generación sin nombre
En 1968 el autor forma la corriente literaria de la Generación sin nombre, un movimiento de poetas colombianos de clase media que reinventaron la poesía del país, entusiasmados con revivir el espíritu de la narrativa colombiana que se encontraba opacada, para bien o mal, por el éxito literario de Cien años de soledad. Al movimiento, que se encargó de imprimir en sus obras un "yo íntimo", construyendo un puente entre el Nadaísmo y la nueva generación, se le sumaron nombres como Jota Mario Arbeláez, William Agudelo, Eduardo Escobar, Giovanni Quessep, María Mercedes Carranza, Miguel Méndez Camacho, Elkin Restrepo, Fernando Garavito, José Manuel Arango y Jaime García Maffla entre otros.

## Obra
Ensayos
- 2003: Cortázar y Lezama, un encuentro latinoamericano
- 2010: La era Lezama Lima

Novelas
- 1979: La casa infinita
- 1982: El fénix de oro
- 2021: Pandemonium[10]

Compilaciones poéticas
- 1978: Canto y cuento
- 1987: Fábrica de sombras
- 1990: El libro del aprecio
- 1997: La vida revivirá
- 2004: Autores de un autor
- 2012: El ángel en la hoguera
- 2012: Los días del paraíso

Otros Trabajos
- 2004: Jorge Luis Borges: la literatura como tierra propia

- Fuente: UEC.[6]